# Am Großen Bruch
Am Großen Bruch è un comune tedesco di 2 029 abitanti situato nel land della Sassonia-Anhalt.

## Storia
Il comune è stato costituito il 1º luglio del 2004 dalla fusione dei comuni di Gunsleben, Hamersleben e Neuwegersleben.
A partire dal 1º gennaio del 2010, dall'unione dei comuni di Am Großen Bruch e Wulferstedt è stato costituito il comune di Am Großen Bruch come nuovo ente locale.

## Geografia antropica

### Suddivisioni amministrative
Gardelegen si divide in 4 frazioni (Ortsteil):
- Gunsleben
- Hamersleben
- Neuwegersleben
- Wulferstedt